# 无尾目
無尾目（学名：Anura）是脊椎动物亚门两栖纲下的一个目，是两栖纲仅存的滑体亚纲三个目中物种多样性最多的一个。无尾目的成员通常统称为蛙类，其中皮肤上遍布疙瘩（隆起的毒液腺）的种类称为蟾蜍。
无尾目动物通过卵生繁殖，卵通常产在水体中，不像羊膜动物（爬行类、鸟类和哺乳类）可以完全脱离水体繁衍。卵孵化后的幼体是完全水生、用鰓呼吸、形态如同鱼苗的蝌蚪，主要以碎屑为食，之后会变态长出四肢并尾部消失，最终成为四足动物形态、用肺/透过皮肤呼吸空气的半水生/陆生成体。成体都是食肉动物，主要以各种昆虫为食。

## 分类
蛙類，俗称水鸡、田鸡、石鸡，台語俗稱四腳仔、四腳魚仔或水雞，大約有4800種。
主要包括两类动物：青蛙和蟾蜍。这两类动物没有太严格的区别，有的一科中同时包括两种。一般来说，蟾蜍多在陆地生活，因此皮肤多粗糙；蛙体形较苗条，多善于游泳。两种体形相似，颈部不明显，无肋骨。前肢的尺骨与桡骨愈合，后肢的胫骨与腓骨愈合，因此爪不能灵活转动，但四肢肌肉发达。蛙類和蟾類很難絕對地區分開，有的科如盤舌蟾科就即包括蛙類也有蟾類。

### 青蛙
青蛙泛指皮膚較光滑的蛙類，但在民間主要指赤蛙科和叉舌蛙科的種類；又稱田雞，是因為味道鮮美之故，口感近似雞肉。人類很早就知道食用青蛙，《汉书》说：“鄠杜之间水多蛙，鱼人得不饥。”张华《博物志》说：“东南之人……食水产者，龟蚌螺蛤，以为珍味，不觉其腥。”唐末尉迟枢《南楚新闻》言：“百越人好食虾蟆，凡有筵会，斯为上味。”當時吃青蛙還是南方人的習俗，韓愈在《答柳柳州食虾蟆》诗说柳宗元“居然当鼎味，岂不辱钓罩”，責怪柳柳州不該把青蛙當美味。苏东坡在《闻子由瘦》诗中写道：“旧闻蜜唧尝呕吐，稍近虾蟆缘习俗。”

### 蟾蜍
蟾蜍，俗称“癞蛤蟆”，大部分蟾蜍耳后有毒腺，分泌毒性分泌物，可以制作中药。
蟾蜍科的动物大约有250种，分布在除了澳大利亚和马达加斯加岛等海岛以外的全世界各地，目前澳大利亚也引入了蟾蜍。虽然大部分蟾类生活在陆地上，栖身地洞内，但也有必须生活在水中或树上的蟾类。墨西哥的异舌蟾以蚂蚁为食。

### 分类列表
无尾目大约有5,070种，分为三个亚目：
- 始蛙亚目（Archaeobatrachia） - 共4科6属28种。

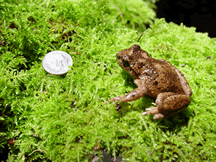
尾蟾科 （Ascaphidae）
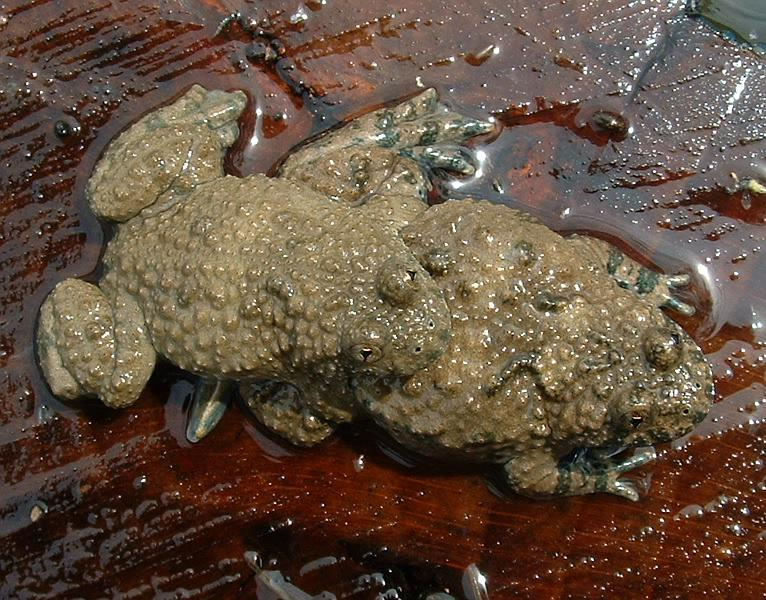
铃蟾科 （Bombinatoridae）
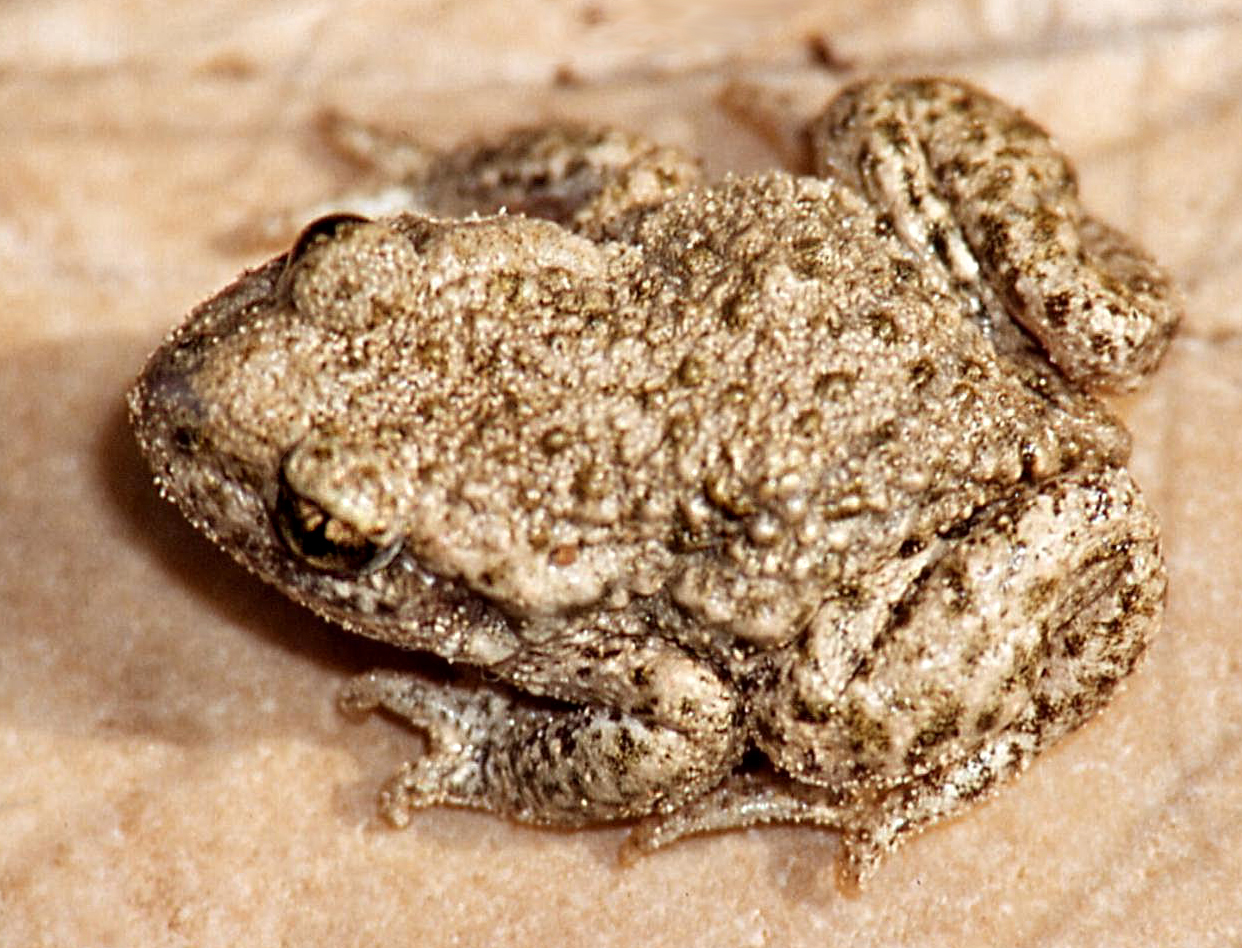
盘舌蟾科 （Discoglossidae）
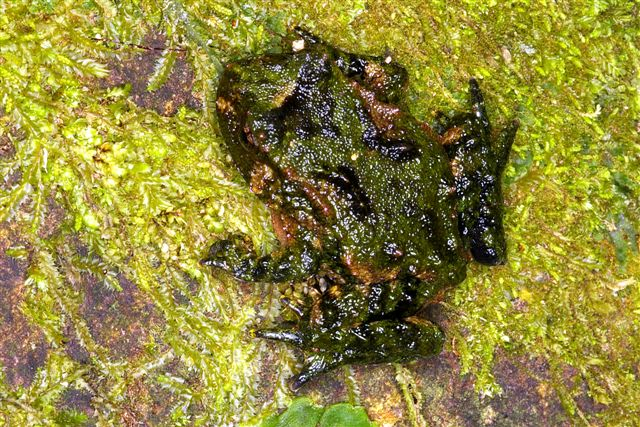
滑蹠蟾科 （Leiopelmatidae）

- 中蛙亚目 （Mesobatrachia） - 共6科20属168种。

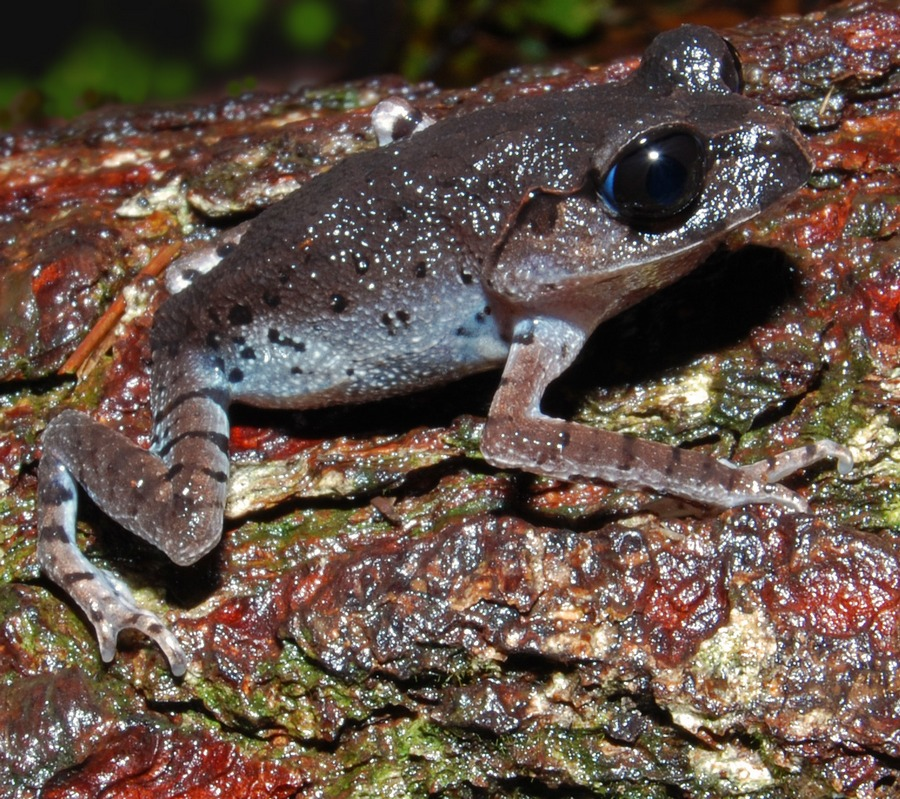
角蟾科 （Megophryidae）
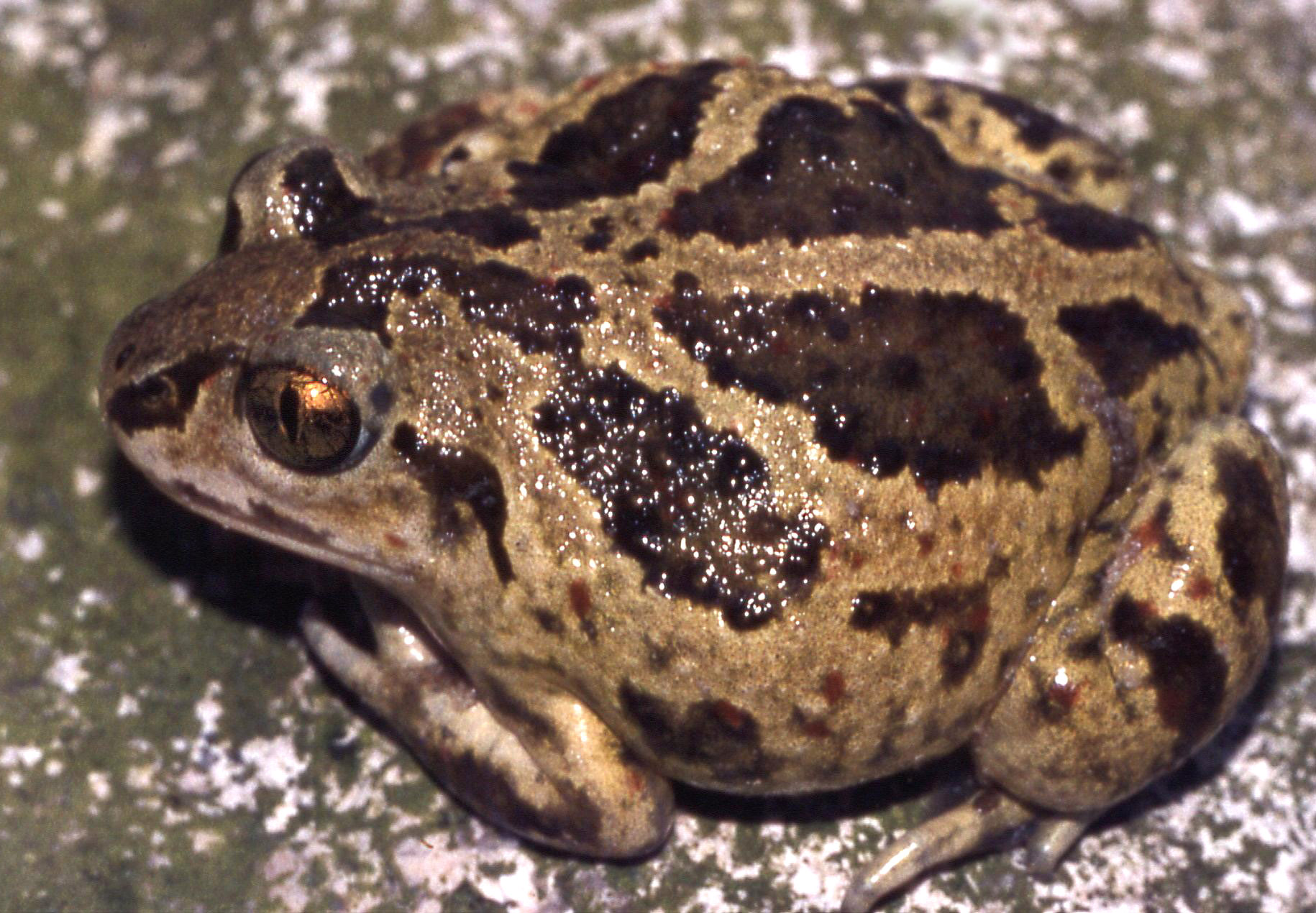
锄足蟾科 （Pelobatidae）
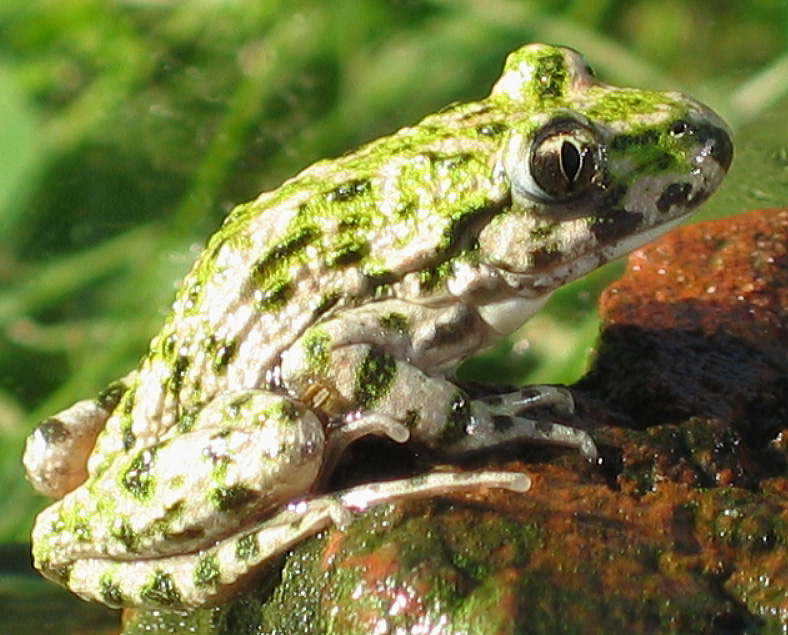
合附蟾科 （Pelodytidae）
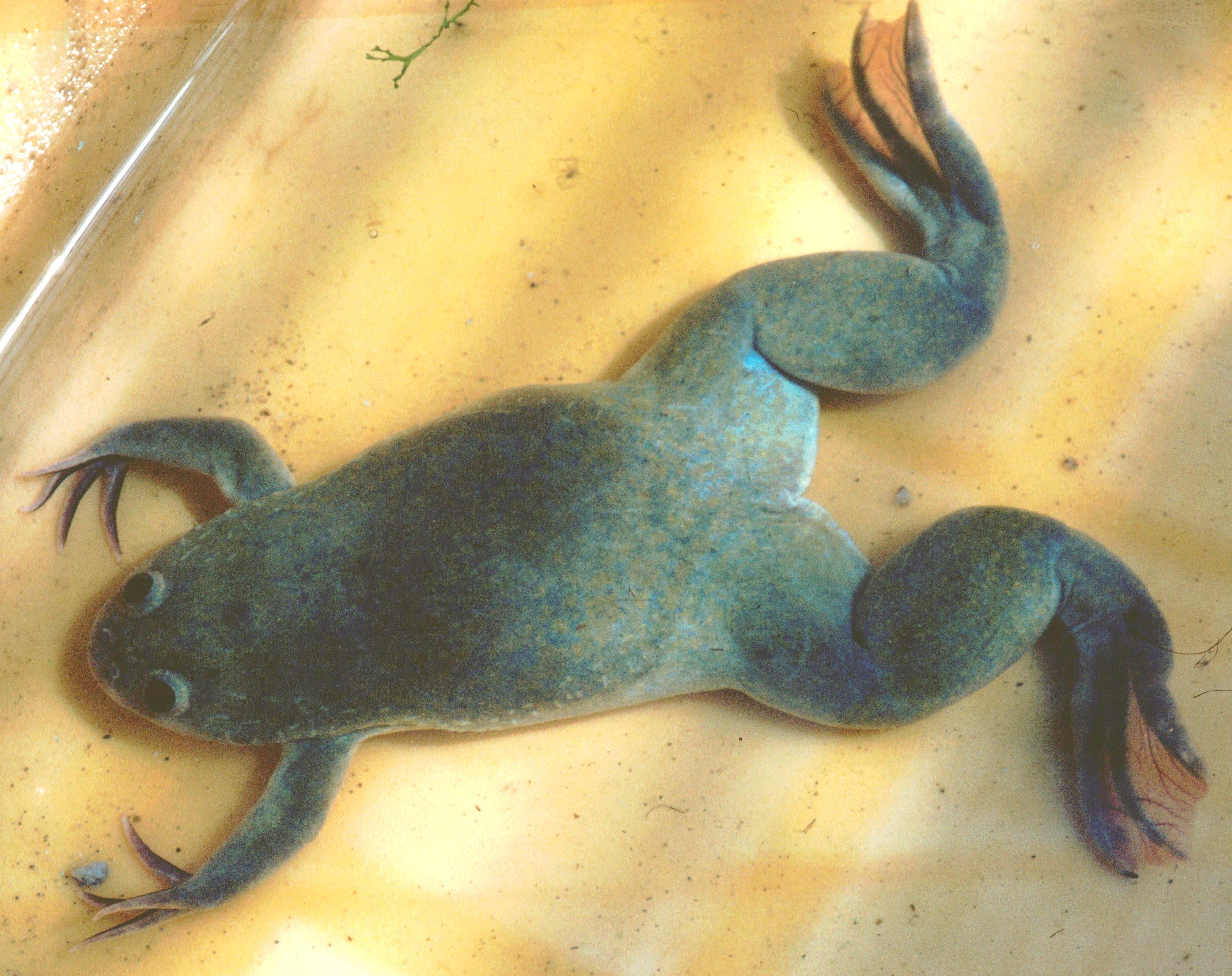
负子蟾科 （Pipidae）
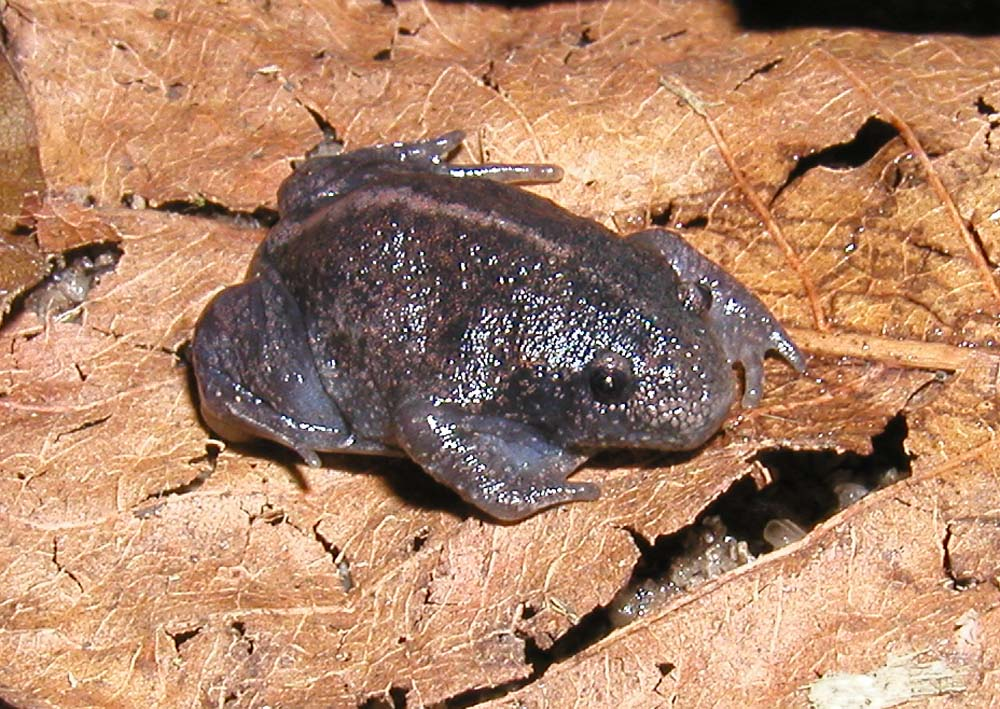
异舌蟾科 （Rhinophrynidae）
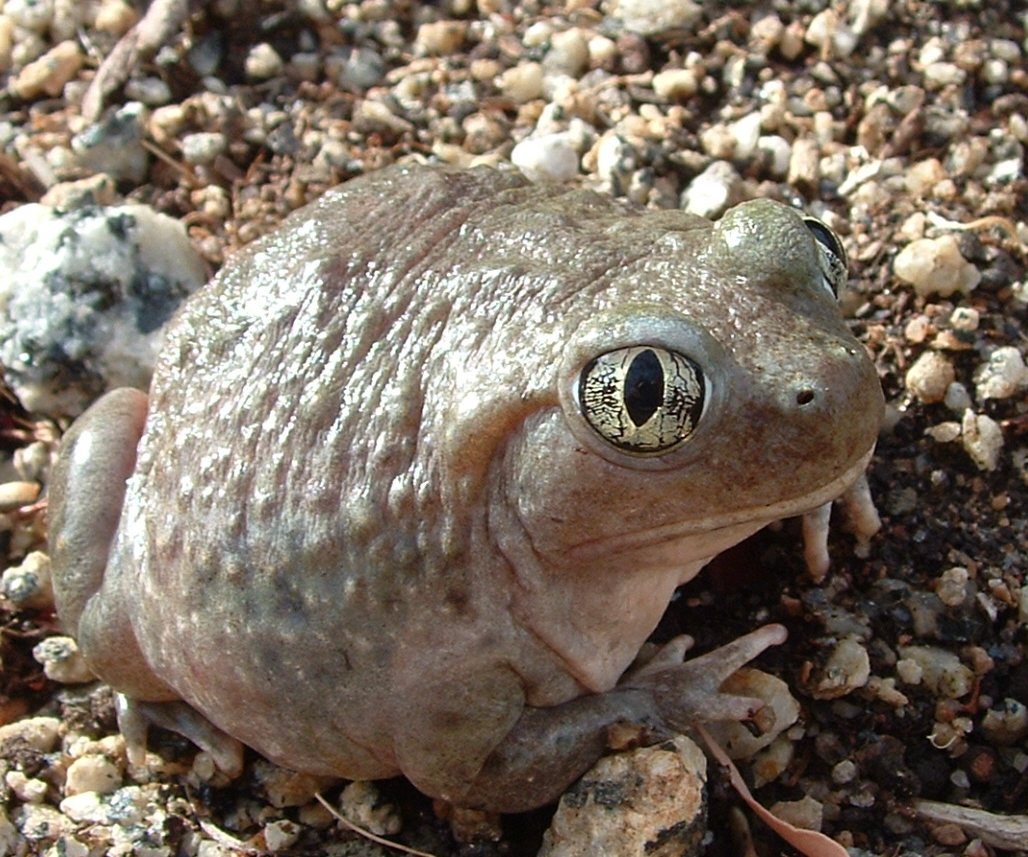
北美锄足蟾科 （Scaphiopodidae）

新蛙亚目 （Neobatrachia） - 以下幾科。
- - 真正的蛙（包括亞洲角蛙科 Ceratobatrachidae，叉舌蛙科 Dicroglossidae，小岩蛙科 Micrixalidae，昏蛙科 Nyctibatrachidae，石蛙科 Petropedetidae，蟾蛙科 Phrynobatrachidae，皱蛙科 Ptychadenidae，箱头蛙科 Pyxicephalidae，赤蛙科 Ranidae）

- 真齒蛙科 Amphignathodontidae– 有袋蛙（有時被列為扩角蛙科 Hemiphractidae） 隱林蛙科
- Aromobatidae – 臭鼬蛙（有時列入叢蛙科） 節蛙科
- Arthroleptidae 短頭蟾科
- Brachycephalidae
- 蟾蜍科 Bufonidae – 真正的蟾蜍
- 智利蟾科 Calyptocephalellidae （有時列入蟾蜍科）
- 瞻星蛙科 Centrolenidae  – 玻璃蛙（包括疣蛙科 Allophrynidae）
- 壯腹蛙科 Craugastoridae Hedges, Duellmann & Heinicke, 2008（以前列為短頭蟾科）
- 角花蟾科 Ceratophryidae – 又稱為角蛙科，角蛙
- Conrauidae Nieden,1908
- 叢蛙科 Dendrobatidae – 箭毒蛙
- 卵齒蟾科 Eleutherodactylidae Lutz, 1954（以前列為细趾蟾科）
- 沼蟾科 Heleophrynidae – 鬼蛙
- 肩蛙科 Hemisotidae – 鯊鏟蛙
- 雨蛙科 Hylidae – 真正的樹蛙，與幽蛙科 Cryptobatrachidae、扩角蛙科 Hemiphractidae有親屬關係
- 若雨蛙科 Hylodidae
- 非洲樹蛙科 Hyperoliidae – 莎草蛙，“灌木蛙”
- 滑背蟾科 Leiuperidae  （有時列為細趾蟾科）
- 細趾蟾科 Leptodactylidae – 南方蛙，熱帶蛙（包括胯腺蟾科 Cycloramphidae）
- 汀蟾科 Limnodynastidae 
  - Adelotus Ogilby, 1907
  - Heleioporus Gray, 1841
  - Lechriodus Boulenger, 1882
  - 汀蟾属 Limnodynastes Fitzinger, 1843
    - Limnodynastes alexantenori Hoser, 2020
    - Limnodynastes archeri Tyler, 1981
    - Limnodynastes cameronganti Hoser, 2020
    - Limnodynastes convexiusculus (Macleay, 1878)
    - Limnodynastes depressus Tyler, 1976
    - Limnodynastes dorsalis (Gray, 1841)
    - Limnodynastes dumerilii Peters, 1863
    - Limnodynastes fletcheri Boulenger, 1888
    - Limnodynastes interioris Fry, 1913
    - Limnodynastes lignarius (Tyler, Martin & Davies, 1979)
    - Limnodynastes peronii (Duméril & Bibron, 1841)
    - Limnodynastes salmini Steindachner, 1867
    - Limnodynastes shanescarffi Hoser, 2020
    - Limnodynastes tasmaniensis Günther, 1858
    - Limnodynastes terraereginae Fry, 1915[2]

  - Neobatrachus Peters, 1863
  - Notaden Günther, 1873
  - Philoria Spencer, 1901
  - Platyplectrum Günther, 1863
- 曼蛙科 Mantellidae – 馬爾加什蛙
- 姬蛙科 Microhylidae – 狹口蛙（包括短頭蛙）
- 龜蟾科 Myobatrachidae （包括汀蟾科，Rheobatrachidae）
- 多指節蟾科 Pseudidae
- 跳蛙科 Ranixalidae  （有時被列入赤蛙科 Ranidae）
- 樹蛙科 Rhacophoridae – 灌木蛙
- 達爾蛙科 Rhinodermatidae   – （有時列為胯腺蟾科）
- 塞舌蛙科 Sooglossidae – 塞舌爾蛙和豬鼻蛙（包括印度鼻蛙 Nasikabatrachidae）
- Strabomantidae Hedges, Duellmann & Heinicke, 2008 （某些以前被認為屬於短頭蟾科） 池蟾科
- Telmatobiidae Fitzinger, 1843

2024年在Brachycephaloidea Günther, 1858总科下新命名两个科：
- Caligophrynidae 
  - Caligophryne doylei
    - Caligophryne doylei Fouquet, Kok, Recoder, Prates, Camacho, Marques-Souza, Ghellere, McDiarmid & Rodrigues, 2024[3]
- Neblinaphrynidae 
  - Neblinaphryne
    - Neblinaphryne mayeri Fouquet, Kok, Recoder, Prates, Camacho, Marques-Souza, Ghellere, McDiarmid & Rodrigues, 2024[3]

科的地位未定的属：
- Avitabatrachus Báez, Trueb & Calvo, 2000
- Aygroua Jones, Evans & Sigogneau-Russell, 2003
- Batrachulina Kuhn, 1962
- Batrachus Pomel, 1853
- Beelzebufo Evans, Jones & Krause, 2008
- Comobatrachus Hecht & Estes, 1960
- Cordicephalus Nevo, 1968
- Cratia Báez, Moura & Gómez, 2009
- Cretadhefdaa Lemierre & Blackburn, 2022
- Czatkobatrachus Evans & Borsuk-Bialynicka, 1998
- Estesius Báez, 1991
- Eurycephalella Báez, Moura & Gómez, 2009
- Gracilibatrachus Báez, 2013
- Hekatobatrachus Spinar, 1972
- Hungarobatrachus Szentesi & Venczel, 2010
- Iberobatrachus Báez, 2013
- Kururubatrachus Agnolin et al., 2020
- Latoglossus Hossini, 2000
- 辽蟾属 Liaobatrachus Ji & Ji, 1998
  - 葛氏辽蟾 Liaobatrachus grabaui Ji & Ji, 1998
  - Liaobatrachus zhaoi Dong et al., 2013
- Liventsovkia Ratnikov, 1993
- 中蟾属 Mesophryne Gao & Wang, 2001
  - 北票中蟾 Mesophryne beipiaoensis (Gao & Wang, 2001)
- Negatchevkia Ratnikov, 1993
- Nezpercius Blob, Carrano, Rogers, Forster & Espinoza, 2001
- Novooskolia Ratnikov, 1993
- Patagopipa Aranciaga Rolando, Agnolín & Corsolini, 2019
- Pelopeltis Bauer, 1986
- Primaevorana Moura, Costa, Anelli & Nunes, 2021
- Prosalirus Shubin & Jenkins, 1995
- Ranipes Lockley & Milner, 2014
- Rocekophryne Rage et al., 2021
- Salichnium Müller, 1962
- Shelania Casamiquela, 1961
- Suleobatrachus Spinar, 1972
- Sunnybatrachus Evans & McGowan, 2002
- Thoraciliacus Nevo, 1968
- Vulcanobatrachus Trueb, Ross & Smith, 2005

## 变态

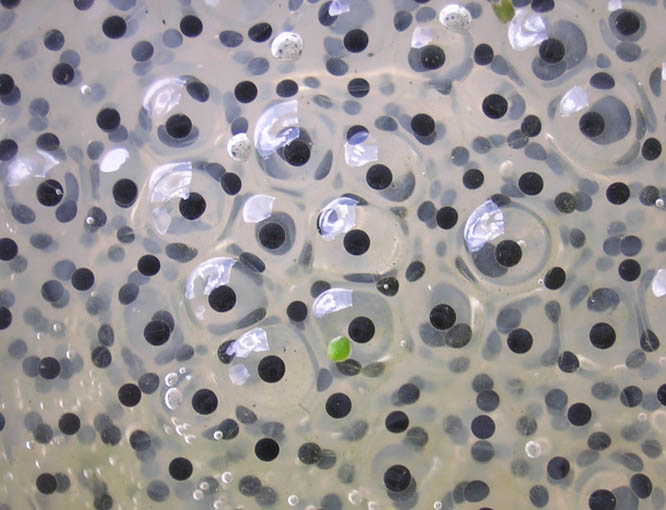
孵化的卵
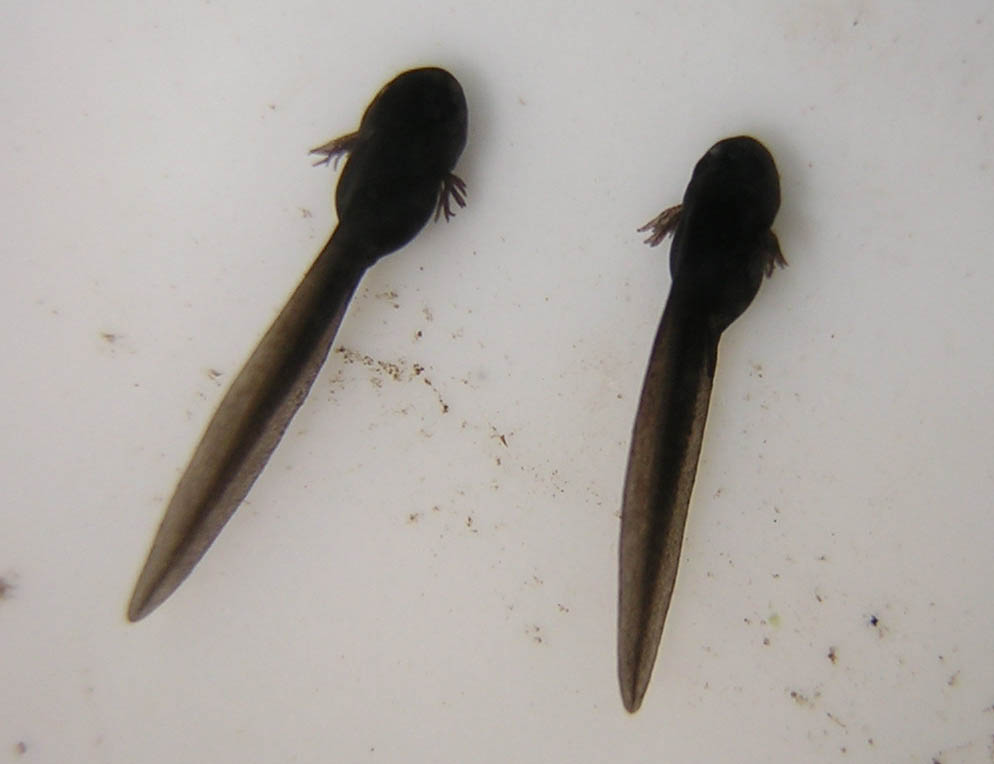
10天的蝌蚪
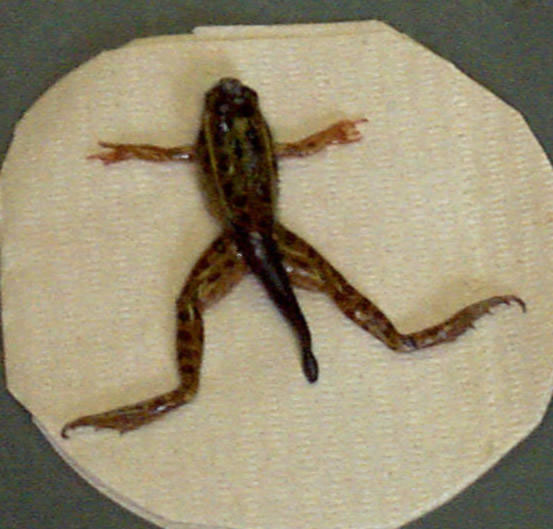
幼蛙
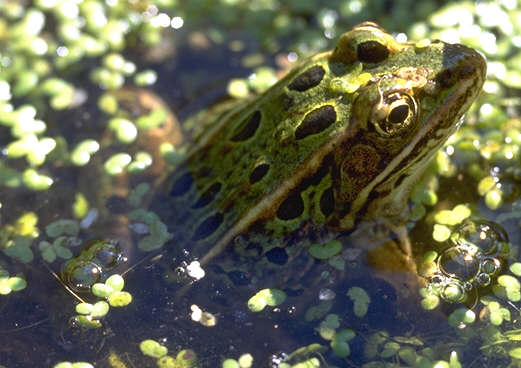
成體

## 身体
蛙類最小的只有30毫米，只相當一個人的大拇指長，大的有300毫米（一尺多長），瞳孔都是橫向的，皮膚光滑，舌尖分兩叉，舌跟在口的前部，倒著長回口中，能突然翻出捕捉蟲子。有三個眼瞼，其中一個是透明的，在水中保護眼睛用，另外兩個上下眼瞼是普通的。頭兩側有兩個聲囊，可以產生共鳴，放大叫聲。體形小的品種叫聲頻率較高。

### 器官
- 心臟：有二個心房和一個心室，外有圍心膜
- 脾臟：紅色呈豆形，能製造白血球
- 肺臟：呈紅色，左右各一葉
- 皮膚：裸露，内含丰富的粘液腺，可以幫助氣體交換，有些种类在不同部位集中形成毒腺、腺褶、疣粒(呼吸皮膚要潮濕)
- 腎臟：扁平暗紅色
- 腎上線：淺黃色線狀
- 輸尿管：於腎臟下方，與膀胱相通
- 膀胱：呈元寶形，透明無色
- 脂肪體：黃色脂狀
- 睪丸：雄蛙才有，一對，呈橢圓形，白色式淡紅色
- 卵巢：雌蛙才有，形狀不規則，內有黑白各半的卵
- 輸卵管：雌蛙才有，白色
- 子宮：雌蛙才有

## 习性
蛙類的繁殖方式基本和蟾蜍類相似，也是以昆蟲為食，但大型蛙類可以捕食小魚甚至小鼠。基本在夜間捕食。絕大部分生活在水中，也有生活在雨林潮濕環境的樹上的。卵產於水中，也有的樹蛙僅僅利用樹洞中或植物葉根部積累殘餘的水窪就能使卵經過蝌蚪階段。2003年在印度西部新發現一種「紫蛙（Nasikabatrachus sahyadrensis）」，常年生活在地底的洞中，只有季風帶來雨水時才出洞生育。

## 鸣声
无尾目动物发出的声音信号（蛙鸣）具有明显的种属特异性。雄蛙的鸣声往往承担着求偶信号的功能，其中包含了个体的体能状况、交配经验等信息，为雌蛙在择偶过程中提供参考。
无尾目动物的鸣声可分为四大类：
- 进食鸣声（feeding calls）
- 攻击鸣声（aggressive calls），包含领域鸣声（territorial calls）和争斗鸣声（fighting calls）等。
- 繁殖鸣声（reproductive calls），包括广告鸣声（advertisement calls）和释放鸣声（release calls）。
- 防御鸣声（defensive calls），包括警戒鸣声（alarm calls）和求救鸣声（distress calls）。

## 防衛機制

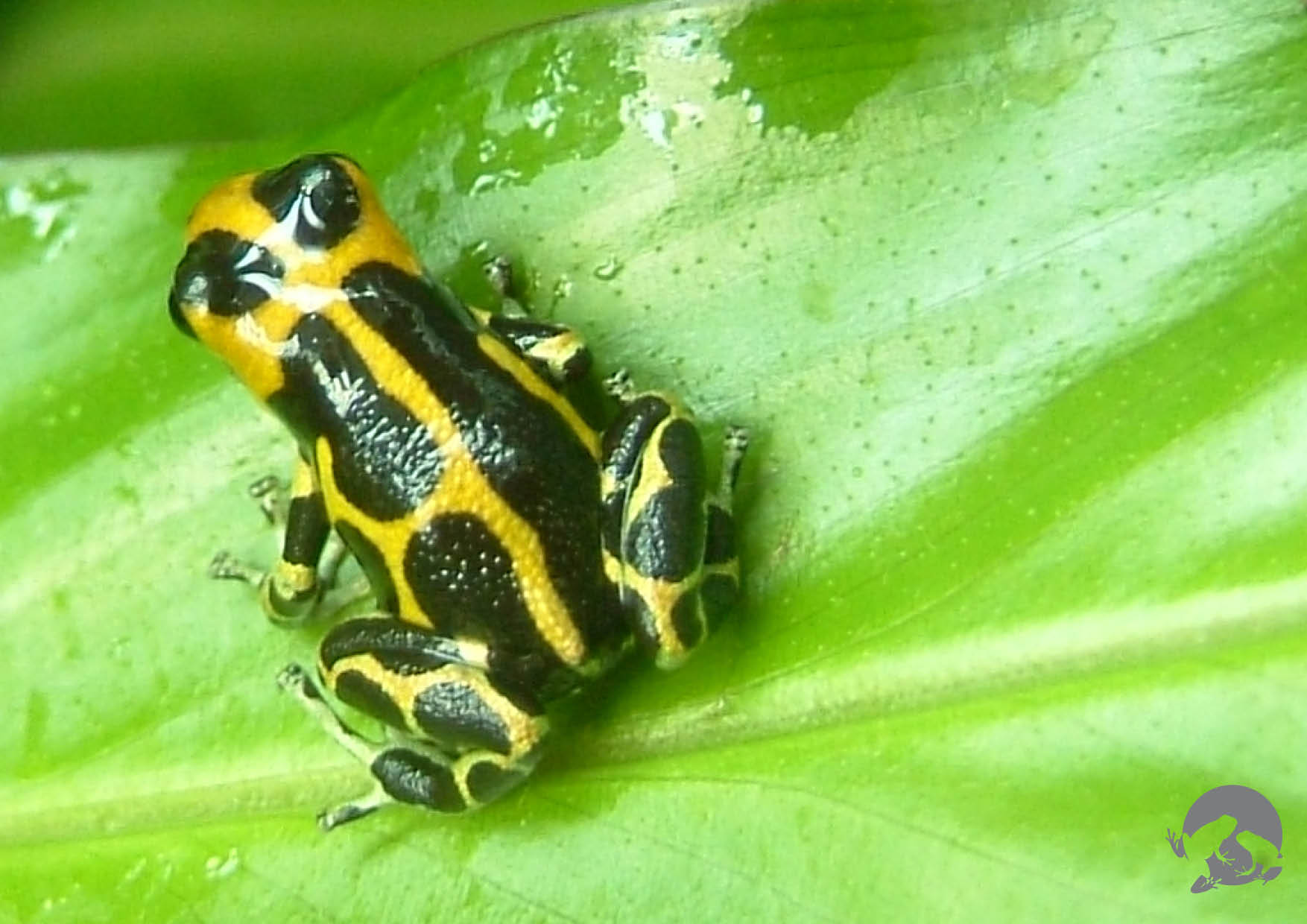
無毒的網紋箭毒蛙（Ranitomeya imitator）身上披上鮮艷的顏色，假裝成其有毒的同類

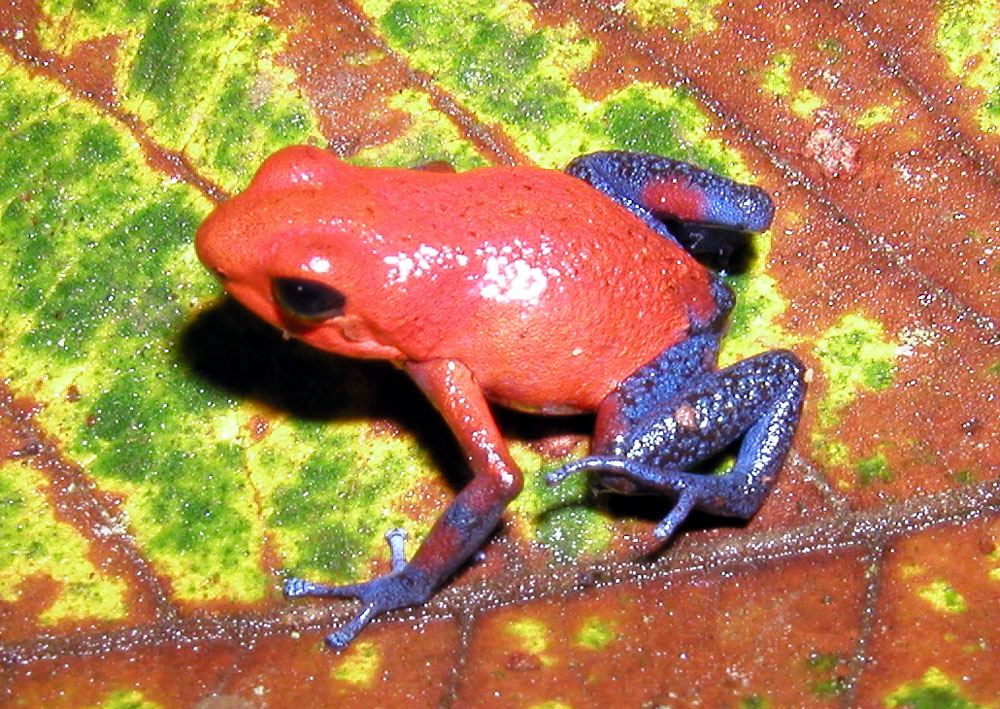
草莓箭毒蛙鮮艷的警戒態表明牠的皮膚上有不同的毒素

第一眼看青蛙時可能會認為牠們缺乏防禦能力。其細小的身體、緩慢的動作、薄而缺乏如尖刺、利爪及牙齒的外型往往令人疏於防範。事實上牠們有豐富的防衛機制去保護牠們。首先不少物種都有良好的偽裝能力，其與附近環境十分接近的膚色令一動不動的牠們易於隱藏於環境之中。遇到危險時，其驚人的彈跳力令牠們迅速跳到水中，以避開獵食者的追捕。
很多青蛙的表面都有輕度毒性的蟾毒素（bufotoxin），使牠們並不受獵食者的歡迎。而大部分蟾蜍則有較大的制毒腺體，稱作腮腺（parotoid gland），主要位於當中的兩側眼後的位置，或身體的其他部分。這些腺體能分泌不同的毒素或黏液，使牠們的皮膚變得滑溜而且並不可口。如果能產生即時的不快感覺，捕獵者多會終止牠們的捕獵行動而令牠們得以逃脫；如果效果需時甚久才有效果，也可減少捕獵者於下一次再度捕獵的機會。而帶有劇毒的青蛙則多會披上鮮艷的顏色，以標示牠們並不適合作為食物，這種適應的策略稱作警戒作用（Aposematism）。牠們身上的顏色多為鮮艷的紅色、橙色或黃色配以黑色。一些物種的警告色長在腹部上，如铃蟾属的物種。因此牠們在遇到攻擊時反而會將腹部朝上，並分泌毒液以趕退敵人。並有一些物種本身沒有毒性，如紅背異箭毒蛙，就會模擬在其地域中有毒的物種的膚色以嚇退獵食者。

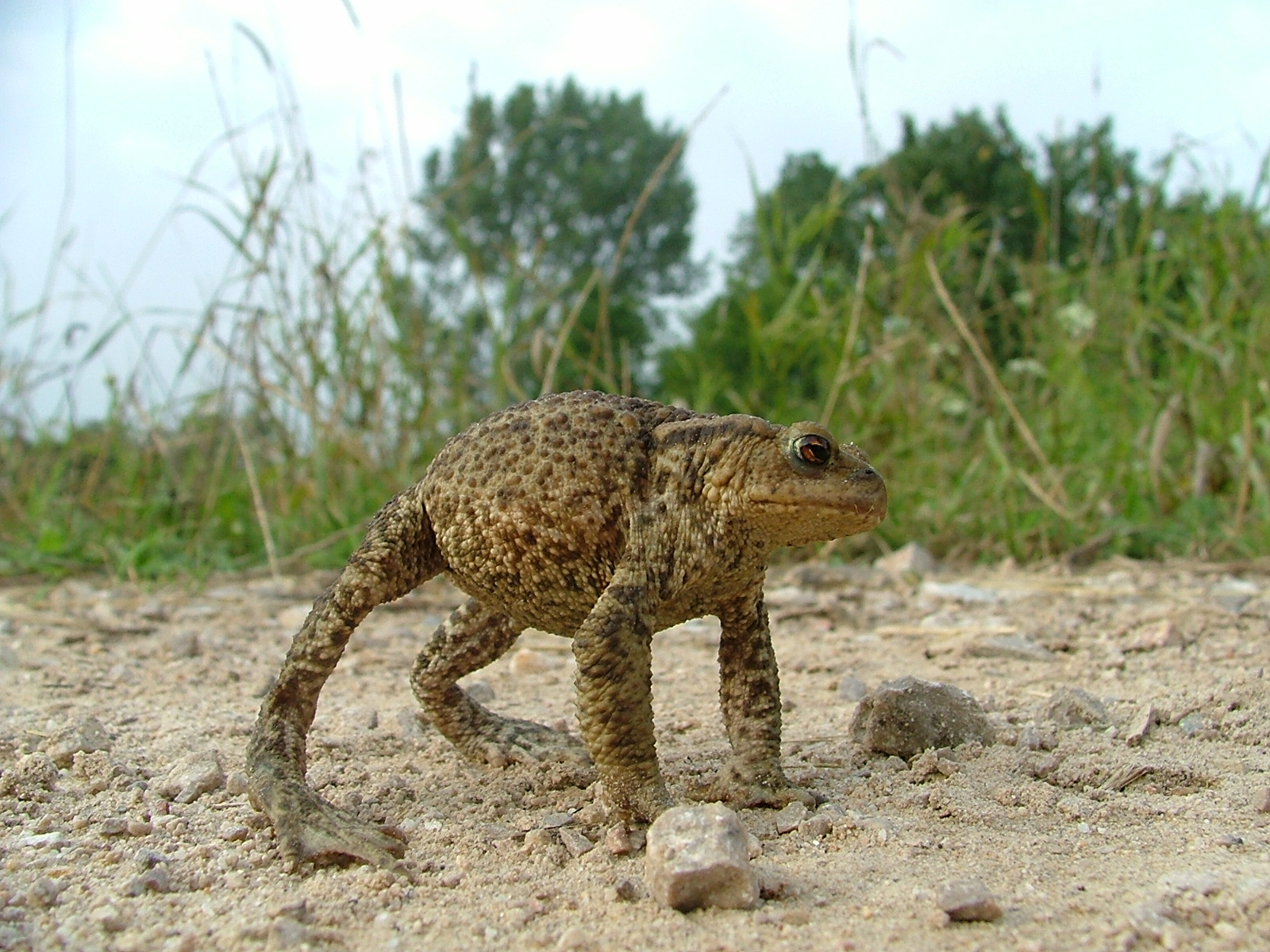
處於防衛站立姿態的大蟾蜍

一些蛙類物種，例如箭毒蛙等的毒性特別強。南美洲的土著很久以前已懂得抽取這些箭毒蛙身上的毒液去製造飛鏢（Dart (missile)）以作打獵之用，雖然只有少數物種適合此目的。此外，一些物種，紅背異箭毒蛙、卵齿蟾属（Eleutherodactylus）的一個物種（Eleutherodactylus gaigei）及细趾蟾属（Leptodactylus）的一個物種（Lithodytes lineatus）雖然本身沒有製造毒液，但牠們會透過模擬當區有毒的近親的膚色而達致保護自己的目的。一些物種雖透過進食如螞蟻或節肢類動物等以吸收牠們的毒素，但亦有一些物種，如澳洲的科羅澳擬蟾則能夠自己合成這些有毒的生物鹼。這些化合物，包括蛙毒素（batrachotoxin）及蟾毒素（bufotoxin）等，能令受體不適、產生幻覺、癲癇性痙攣（Epileptic seizure）、神經中毒及血管收縮。不少以蛙類為食的捕獵者已能適應高濃度的毒素，但其他物種，如人類則完全沒有抵抗力。
一些蛙類則依靠虛張聲勢及小詭計去保護自己。像大蟾蜍獨有的站立姿態就是嘗試去嚇怕敵人。牠們會吸入空氣使身體脹大，並提高後半身及令頭部向下以製造一種雄偉的形態。美國牛蛙受到威脅時會將頭部向前傾但合上眼睛。此姿態目的是要將帶毒的腮腺放置在最清晰的位置上，與此同時其他在背部上的腺體則開始滲出有毒的分泌物，並將身體最脆弱的部分加以覆蓋。其他策略包括發出刺耳的聲音，並利用突如其來的巨響嚇走捕獵者。灰樹蛙能夠發出如爆破般的聲響，這聲響有時就能夠嚇退其天敵北短尾鼩鼱（Blarina brevicauda）。蟾蜍類一般不甚受歡迎，但偶爾也會受到飢餓的蛇類如东部带蛇（Thamnophis sirtalis）的垂涎。年幼的美國蟾蜍如遇到對其感興趣的蛇時，就會蹲下身體並且一動不動。這種不動聲息的自保方法往往令蛇失去了牠們的蹤影而成功自保。但如牠們被蛇的頭部感應到時，就會毫不猶豫地放棄蹲下的姿態而迅速跳走。
有的蛙類皮膚分泌毒液以防天敵，生活在亞馬遜河流域雨林中的一種樹蛙分泌物被當地印第安人用來製作箭毒，見血封喉。

## 分布
蛙類分佈在除了加勒比海島嶼和太平洋島嶼以外的全世界。但目前在全世界迅速地減少，主要原因有環境污染、氣候變化、外來物種侵入、人類擴張而造成的棲息環境縮小等。

## 文化

捕蛙

無尾目動物自古以來就在人類文化中佔有一定的地位，許多傳說和它們有關：
- 「蛙災」—聖經出埃及記，耶和華予以摩西為埃及降下的第二個災難（《出埃及記 8：2》）。
- 中國古代認為月亮是三條腿的白玉蟾蜍，因為月亮表面和蟾蜍皮膚一樣凹凸不平；
- 中國神話認為三條腿的金蟾蜍能夠吐出金錢，象徵著財富，是劉海蟾的坐騎；
- 蛙市是指群蛙齐鸣，有如闹市。葛长庚《夏夜宿水馆》诗：“蛙市无声万籟沉。”方岳《农谣》之五：“池塘水满蛙成市，门巷春深燕作家。”
- 「癞蛤蟆想吃天鵝肉」是中國的俗語；该俗语表示异想天开。
- 「坐井觀天」是中國的成語，作为主角的青蛙被称作「井底之蛙」（同为成語），比喻見識淺薄的人。
- 青蛙王子是西方的童话故事
- 拉·封丹寓言說青蛙想和牛比賽誰大，最終將自己吹爆了；
- 伊索寓言說青蛙想飛上天，咬着一根棍讓大雁帶上天，一高興張嘴叫，卻掉了下来。
- 「吃青蛙的人」（frog eater）是大部分英语国家的人们对法国人的蔑称（因法國人愛吃田雞腿）。
- 膜蛤文化是中国的网络次文化，对长相酷似蛤蟆的江泽民进行崇拜。

## 延伸阅读
[在维基数据编辑]
 《欽定古今圖書集成·博物彙編·禽蟲典·蝦蟆部》，出自陈梦雷《古今圖書集成》
 《欽定古今圖書集成·博物彙編·禽蟲典·蛙部》，出自陈梦雷《古今圖書集成》